# Vania Trophée Féminin
Le Vania Trophée Féminin est une compétition de surf féminin qui s'est tenue du 29 juillet au 3 août 1992 à l'île de La Réunion, département d'outre-mer français dans le sud-ouest de l'océan Indien. Organisé à Saint-Leu, une commune de l'ouest de l'île, il s'est disputé dans la baie de Saint-Leu, qui baigne le centre-ville. Il constituait le septième événement de l'édition 1992 de l'ASP World Tour, le principal championnat organisé par l'Association des surfeurs professionnels. Il a été remporté par la Réunionnaise Anne-Gaëlle Hoarau, qui s'est imposé en finale contre l'Australienne Jodie Cooper et a ainsi signé sa seule victoire de la saison.